# سارا کوهلر
سارا کوهلر (آلمانی: Sarah Köhler؛ زادهٔ ۲۰ ژوئن ۱۹۹۴) شناگر زن اهل آلمان است.
وی در مسابقات کشوری و بین‌المللی در مجموع برندهٔ ۲ مدال طلا، ۴ مدال نقره و ۱ مدال برنز شده‌است.